# Герб Великої Багачки
Герб Великої Багачки затверджений рішенням сесії селищної ради.

## Опис герба
У щиті, перетятому червоним і зеленим, хвиляста балка, перетята срібним і лазуровим. У першій частині лазурове перекинуте вістря, обтяжене двома золотими шаблями в косий хрест, супроводжуваними зверху золотим розширеним хрестом, супроводжуване справа золотою бандурою, а зліва — золотою підковою. У другій частині золотий сніп. Щит обрамований вінком із зелених дубових листків з жолудями, перевитих синьо-жовтою стрічкою, над щитом на срібній стрічці синій напис «ВЕЛИКА БАГАЧКА», супроводжуваний вгорі червоним гроном калини з зеленим листям.

## Історія

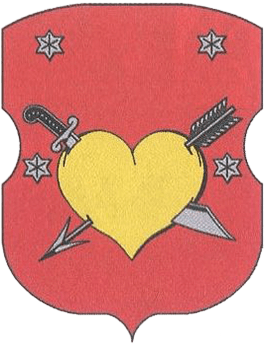
Герб 1777 року

Історичний герб затверджений в 1777 р.
У червоному щиті золоте серце, пробите срібною стрілою і срібною шаблею і супроводжуване зверху двома і з боків по одній срібними шестипроменевими гранованими зірками.